# Montigny-en-Cambrésis
Montigny-en-Cambrésis is een gemeente in het Franse Noorderdepartement (regio Hauts-de-France) en telt 600 inwoners (1999). De plaats maakt deel uit van het arrondissement Cambrai.

## Geografie
De oppervlakte van Montigny-en-Cambrésis bedraagt 5,9 km², de bevolkingsdichtheid is 101,7 inwoners per km².
De onderstaande kaart toont de ligging van Montigny-en-Cambrésis met de belangrijkste infrastructuur en aangrenzende gemeenten.

## Demografie
Onderstaande figuur toont het verloop van het inwonertal (bron: INSEE-tellingen).